# Vạn Long
Vạn Long là một xã thuộc huyện Vạn Ninh, tỉnh Khánh Hòa, Việt Nam.
Xã Vạn Long có diện tích 29,76 km², dân số năm 1999 là 8478 người, mật độ dân số đạt 285 người/km².